# Magánindítvány
A magánindítvány a büntetőjogban  a sértett azon igénye, melyben kifejezésre juttatja, hogy kívánja az elkövető megbüntetését. Lehet magánvádas (a sértett képviseli a vádat) és lehet közvádas (az ügyész képviseli a vádat). Az elkövető kilétéről szerzett tudomástól számított 30 napon belül kell benyújtani a törvényben meghatározott esetekben.

## A magánindítvány hiánya
A hatályos Btk.  „A büntetőjogi felelősségre vonás egyéb akadályai” cím alatt a VI. Fejezetben szabályozza a büntetőeljárás lefolytatásához szükséges bizonyos feltételek hiányának esetét. Az eljárás lefolytatásához szükséges egyéb feltételt azonban más jogszabály, így elsősorban a Be. is tartalmaz.
A magánindítvány hiánya azt jelenti, hogy a Büntető Törvénykönyvben konkrétan meghatározott esetekben a bűncselekmény elkövetője csak akkor  büntethető, ha magánindítványt terjesztenek elő. A magánindítvány előterjesztésére a sértett jogosult. Ha a sértett korlátozottan cselekvőképes, a magánindítványt törvényes képviselője is, ha cselekvőképtelen, kizárólag a törvényes képviselője terjesztheti elő. Ezekben az esetekben a magánindítvány előterjesztésére a gyámhatóság is jogosult. Ha a magánindítvány előterjesztésére jogosult sértett meghal, a hozzátartozója jogosult a magánindítvány előterjesztésére. Bármelyik elkövetővel szemben előterjesztett magánindítvány valamennyi elkövetőre hatályos. A magánindítvány nem vonható vissza.

## A magánindítványos bűncselekmények
- könnyű testi sértés [Btk. 164. § (2) bekezdés],
- szexuális kényszerítés alapesete [Btk. 196. § (1) bekezdés],
- szexuális erőszak egyik alapesete [Btk. 197. § (1) bek. a) pont],
- szeméremsértés egyik alapesete [Btk. 205. § (3) bek.],
- egészségügyi önrendelkezési jog megsértése (218. §),
- magánlaksértés (Btk. 221. §),
- zaklatás (Btk. 222. §),
- magántitok megsértése (Btk. 223. §),
- levéltitok megsértése (Btk. 224. §),
- kiszolgáltatott személy megalázása (Btk. 225. §),
- rágalmazás (Btk. 226. §),
- becsületsértés (Btk. 227. §),
- kegyeletsértés (Btk. 228. §),
- lopás, rongálás, sikkasztás, csalás, információs rendszer felhasználásával elkövetett csalás, hűtlen kezelés, jogtalan elsajátítás, orgazdaság, valamint a jármű önkényes elvétele, ha a sértett az elkövető hozzátartozója (Btk. 382. §).

A felsorolásban szereplő bűncselekmények közül, a nemi élet szabadsága és a nemi erkölcs elleni bűncselekmények akkor nem minősülnek magánindítványosnak, ha azokkal összefüggően olyan bűncselekményt is elkövetnek, amely nem magánindítványra büntetendő. Hasonló rendelkezést tartalmaz a Büntető törvénykönyv az egészségügyi önrendelkezési jog megsértésével kapcsolatban [Btk. 231. § (1) bekezdés], illetve nem magánindítványos bűncselekmény a becsületsértés, ha azt rendvédelmi szerv tagjának sérelmére követik el [Btk. 231. § (2) bek.].
A magánindítványos törvényi tényállások egyik része közvádas, azaz a vádemelési és vádképviseleti jogot az ügyész gyakorolja, míg a másik része magánvádas, vagyis ezek az említett jogosultságok a sértettet illetik meg.